# SNRPA1
SNRPA1 (англ. Small nuclear ribonucleoprotein polypeptide A') – білок, який кодується однойменним геном, розташованим у людей на короткому плечі 15-ї хромосоми.  Довжина поліпептидного ланцюга білка становить 255 амінокислот, а молекулярна маса — 28 416.
| 10         |  | 20         |  | 30         |  | 40         |  | 50         |
| ---------- |  | ---------- |  | ---------- |  | ---------- |  | ---------- |
| MVKLTAELIE |  | QAAQYTNAVR |  | DRELDLRGYK |  | IPVIENLGAT |  | LDQFDAIDFS |
| DNEIRKLDGF |  | PLLRRLKTLL |  | VNNNRICRIG |  | EGLDQALPCL |  | TELILTNNSL |
| VELGDLDPLA |  | SLKSLTYLSI |  | LRNPVTNKKH |  | YRLYVIYKVP |  | QVRVLDFQKV |
| KLKERQEAEK |  | MFKGKRGAQL |  | AKDIARRSKT |  | FNPGAGLPTD |  | KKKGGPSPGD |
| VEAIKNAIAN |  | ASTLAEVERL |  | KGLLQSGQIP |  | GRERRSGPTD |  | DGEEEMEEDT |
| VTNGS      |  |            |  |            |  |            |  |            |

A: Аланін

C: Цистеїн

D: Аспарагінова кислота

E: Глутамінова кислота

F: Фенілаланін

G: Гліцин

H: Гістидин

I: Ізолейцин

K: Лізин

L: Лейцин

M: Метіонін

N: Аспарагін

P: Пролін

Q: Глутамін

R: Аргінін

S: Серин

T: Треонін

V: Валін

Кодований геном білок за функцією належить до рибонуклеопротеїнів. 
Задіяний у таких біологічних процесах як процесінг мРНК, сплайсінг мРНК. 
Білок має сайт для зв'язування з РНК. 
Локалізований у ядрі.